# Colors (album de Between the Buried and Me)
Pour les articles homonymes, voir Colors.
Albums de Between the Buried and Me
The Anatomy Of...
(2006) The Great Misdirect
(2009)
Colors est le quatrième album studio du groupe de metal progressif Américain Between the Buried and Me.
L'album s'est vendu à 12 600 exemplaires dès la semaine de sa sortie, atteignant la 57e place au Billboard 200[réf. nécessaire]. C'est le premier album du groupe à avoir dépassé la 100e place de cette liste.
Adam Fisher, du groupe Fear Before the March of Flames, est au chant sur le titre Prequel to the Sequel.
Le site Ultimate-Guitar.com a nommé l'album Album de l'année dans sa rubrique This Year in Metal.
L'album est sorti le 18 septembre 2007 sous le label Lifeforce Records.

## Liste des titres
1. Foam Born (a): The Backtrack – 2:13
2. Foam Born (b): The Decade of Statues – 5:20
3. Informal Gluttony – 6:47
4. Sun of Nothing – 10:59
5. Ants of the Sky – 13:10
6. Prequel to the Sequel – 8:36
7. Viridian – 2:51
8. White Walls – 14:13

## Composition
- Tommy Rogers – chant / claviers
- Adam Fisher - chant sur le titre Prequel to the Sequel
- Paul Waggoner – guitare
- Dustie Waring – guitare
- Dan Briggs – basse
- Blake Richardson – batterie